# 賈鴻秋
賈鴻秋（1956年9月14日—2010年2月21日），臺灣知名愛狗人士，曾任木柵高工、協和工商英文老師，與洪秀惠齊名，背景、結局也相似。

## 生平
她在2007年5月16日在鴻海精密下跪請求該公司董事長郭台銘拯救流浪犬而轟動全台，雖無達成零撲殺的請求，但促成郭台銘捐助兩億元給台灣大學，由台大獸醫系及動物醫院主導，推動為期3年的保護動物計劃，也使臺北縣政府加速訂定《北縣犬隻自治管理條例》。
賈鴻秋收容流浪狗二十一年，花光800多萬元積蓄、負債100多萬元，主張以結紮代替安樂死，並且加強對繁殖場的控管。她成立了台北縣愛護生命協會，並租下三芝一處廢棄造船廠作為流浪犬收容所。2010年2月17日，時為正月初四，在三重義天宮參拜時，因下樓不慎踩空三階階梯，往斜前方仆倒，撞傷送醫；同月21日不治，享年五十三歲。她身後遺下的百隻流浪犬則由台灣照顧生命協會、台灣動物緊急救援小組等動保團體協助照護及安置。

## 批評
一些人認為賈鴻秋之收容所不足以負擔野狗之基本生活照顧，反而有動物囤積症之嫌疑。

## 外部連結
- 賈鴻秋老師部落格